# 萊昂納多·巴萊爾迪
莱昂纳多·胡利安·巴莱尔迪·罗萨（西班牙語：Leonardo Julián Balerdi Rosa；1999年1月26日—），阿根廷足球運動員，現效力法甲球會马赛，司職中後衛。

## 俱樂部生涯
巴萊爾迪在2019年以1550萬歐從小保加加盟多特蒙德，但是在多特蒙德的第一個賽季，他僅僅得到了8次出場機會，2020年夏天，他被租借到马赛，在那裡他成為了球隊的主力，他租借協議中原本約定的買斷金額為1400萬歐元，但是雙方最終重新商定了轉會費。
2021年7月3日，法甲球隊马赛官方宣佈，從多特蒙德正式簽下巴萊爾迪，雙方簽約到2026年。

## 國家隊生涯
2019年9月10日，巴萊爾迪在對陣墨西哥的友誼賽首次代表阿根廷國家足球隊亮相，替補盧卡斯·馬汀內茲·夸塔出場。 

## 外部連結
- 萊昂納多·巴萊爾迪在 National-Football-Teams.com 上的出场纪录
- Soccerway資料庫：萊昂納多·巴萊爾迪